# Baekjeong
Os baekjeong (hangul: 백정; hanja: 白丁; rr: baekjeong; MR: paekchŏng) eram uma casta "intocável" na Coreia, originária de alguns grupos nômades minoritários de etnia disputada. No início do período Goryeo (918-1392), essas minorias foram em grande parte estabelecidas em comunidades fixas. No entanto, a invasão mongol deixou a Coreia em desordem e anomia e esses grupos se tornaram nômades. Os subgrupos dos baekjeong incluíam os chaein (才人, "animadores") e os hwachae (禾尺) ou suchae (水尺), que eram principalmente açougueiros. Os baekjeong ocupavam profissões específicas como açougue, curtimento, cestaria e execuções. Durante o período Goryeo, baekjeong era usado como um termo neutro para se referir às pessoas comuns. Desde a época da dinastia Joseon, tornou-se um título insultuoso usado para se referir à classe mais baixa da sociedade. Além disso, desde a dinastia Joseon, "baekjeong" também tem sido usado para denegrir uma pessoa. Na Coreia do Sul contemporânea, o termo é associado principalmente ao significado de açougueiro e até mesmo usado nos nomes dos restaurantes.

## Origem
Segundo Jeong Yakyong, um dos mais ilustres estudiosos da metodologia das pesquisas históricas no reinado do rei Jeongjo (1777-1800) e do rei Sunjo (1801-1834), uma teoria sustenta que eles eram de origem "tártara". O termo "tártaro" parece ter sido um termo geral para todos os povos do norte, mongóis, manchus e assim por diante. Em seu livro, a origem dos baekjeong é atribuída a um grupo nômade do período Goryeo conhecido como yangsucheok (hangul: ; hanja: 楊水尺) ou mujari (hangul: 무자리). Sendo um povo estrangeiro, os yangsuchuk dificilmente foram assimilados pela população em geral. Eles estavam envolvidos na fabricação e venda de cestos de salgueiro. Eles também eram proficientes no abate de animais e gostavam de caçar.

## História

### No período Goryeo
Da dinastia Goryeo (918-1392) até a época do Rei Sejong da Dinastia Joseon, baekjeong não era usado para se referir à classe mais baixa de pessoas. O termo sino-coreano baekjeong (hangul: ; hanja: 白丁) originalmente significava "pessoas comuns", um significado que mantém em chinês e japonês. Com base nas informações do goryeosa, a principal história sobrevivente da Coreia de Goryeo, os estudiosos assumem que um baekjeong é "uma pessoa que não tem carga de deveres (hangul: 역)". O termo é um composto de baek (hangul: 백; hanja: 白), que significa "branco/inocente/em branco", e jeong (hangul: 정; hanja: 丁) "pessoa, homem". Como tal, baekjeong ou "homem em branco" conota um grupo de camponeses que não receberam terras porque não receberam certos deveres do estado.
No período Goryeo, os termos para o grupo que mais tarde seria conhecido como baekjeong eram yangsucheok (hangul: ; hanja: 楊水尺), sucheok (hangul: ; hanja: 水尺), hwacheok ou hwachae (hangul: ; hanja: 禾尺) e mujari (hangul: 무자리), provavelmente um composto de 물 ("água") e 자리 ("assento, lugar"). Eles descendem dos Jurchen ou Khitans que datam do início de Goryeo. Eles gostavam da vida em grupo entre si, então continuaram morando em residências temporárias enquanto se mudavam para várias áreas. Eles foram distribuídos em todo o país, mas estavam especialmente concentrados nas províncias de Pyeongan-do e Hwanghae-do. Não estavam inscritos no registro nacional.

### No período Joseon
Nos primeiros dias da fundação da Dinastia Joseon, o rei Sejong consolidou os vários grupos de párias com agricultores comuns. Este grupo combinado chamado "baekjeong", o nome do grupo camponês geral no período Goryeo. O rei Sejong também os colocou no registro da família, deu-lhes terras para plantar, estabeleceu-os em comunidades fixas e tentou mantê-los sob controle estatal. No entanto, as políticas comuns do rei Sejong não conseguiram superar os preconceitos das pessoas comuns, que continuaram a discriminar os descendentes de párias. Mesmo os funcionários do governo não seguiram as instruções do rei.
Além disso, parece que os baekjeong não mudaram facilmente seu estilo de vida ou ocupação existente. Eles se estabeleceram em uma área, mas não tentaram cultivar, em vez disso se envolveram na produção e venda de produtos de vime, matando, cantando e dançando. Nesta situação, a integração dos baekjeong no campesinato comum não foi fácil e a prática de discriminação e repressão contra eles continuou. Em particular, o grupo dominante considerava a vida e os costumes dos açougueiros como desprezíveis, anti-sociais, não normativos e até potencialmente criminosos.

### Fim da Dinastia Joseon
Perto do final da dinastia Joseon, uma organização de ajuda mútua para os baekjeong foi estabelecida, chamada Seungdongdoga (hangul: 승동도가; hanja: 承洞都家), com representantes de várias comunidades. A organização estava envolvida na ação, coordenando melhorias e atuando às vezes como representante oficial do baekjeong em questões legais. Em 1894, o sistema de castas coreano foi legalmente abolido pela reforma Gabo. No entanto, a discriminação social contra os baekjeong não chegou ao fim. O registro familiar de baekjeong ainda era separado e, sob "ocupação", seus nomes eram marcados pelo uso da palavra 屠漢 ("açougueiro") ou um ponto vermelho. No entanto, a reforma Gabo garantiu que baekjeong pudesse se tornar oficial, acadêmico ou artista se tivesse a habilidade. Embora ainda estivessem amplamente limitados às suas ocupações tradicionais, os regulamentos modificados em 1896 permitiram que os não-baekjeong se tornassem açougueiros licenciados, eventualmente levando a empresas de carne que expulsaram muitos de uma das poucas ocupações abertas a eles.
No entanto, enquanto as melhorias no status social dos baekjeong vinham lentamente, era diferente para os plebeus (os mais baixos dos yangmin ), que economicamente eram pouco diferentes dos escravos. O respeito pelos funcionários do governo caiu no século XVII quando eles fugiram dos invasores japoneses e manchus, deixando os civis à sua mercê. O governo também concedeu a muitos milicianos o status de classe yangban em troca de suas atividades voluntárias de milícia contra esses invasores. Com o tempo, com a ascensão do comércio, os comerciantes compraram histórias familiares falsificadas e também documentos oficiais de status. Eventualmente, cerca de três quartos da população eram yangban no nome.

### Uso moderno
O termo "baekjeong" ainda é usado na sociedade coreana moderna. Isso é particularmente comum em ocupações que lidam com carne crua, que carregam um estigma social negativo. Apesar disso, "baekjeong" é amplamente usado em nomes de restaurantes coreanos, denotando estabelecimentos de churrasco onde a carne marinada crua é servida e cozida à mesa. Neste contexto, baekjeong é descritivo e não carrega nenhuma conotação negativa.

## Empregos

### Carrasco
Durante grande parte da dinastia Joseon, eles também foram forçados a servir como carrascos. Quando a comunidade baekjeong era chamada para fornecer um carrasco, o trabalho era atribuído a algum "membro infeliz", às vezes uma pessoa praticamente insana.

### Açougueiro
Os baekjeong faziam trabalhos que nenhum coreano budista de respeito tocaria, incluindo qualquer coisa que trabalhasse com animais. Abate de animais, fabricação de couro - esses tipos de deveres impuros eram evitados por outros coreanos, e assim foram preenchidos de fato pelos baekjeong. Em outras palavras, o grupo foi designado para as tarefas mais humilhantes da sociedade coreana. Eles também foram considerados uma violação moral dos princípios budistas, o que levou os coreanos a ver o trabalho envolvendo carne como poluente e pecaminoso, mesmo que considerassem o consumo aceitável. No final da Dinastia Joseon, os baekjeong aceitaram os princípios do confucionismo e começaram a não abater animais durante três anos quando seus pais morriam.

## Discriminação
O grupo sofreu severa discriminação social na sociedade coreana. Os baekjeong eram vistos como pessoas desprezíveis e poluídas que os outros temiam e evitavam conhecer. Os baekjeong não podiam morar em uma casa com telhado e não tinham permissão para usar roupas de seda ou sapatos de couro ou um gat (um chapéu de crina de cavalo coreano tradicional). Quando os baekjeong saíam de suas casas, eles tinham que usar um paeraengi ou chapéu de bambu. Um baekjeong tinha que se abaixar na frente de um yangin e era proibido de fumar ou beber na presença deles. Os baekjeong não podiam montar uma liteira ou cavalo quando se casavam e uma mulher casada não podia usar um bastão de cabelo. Os baekjeong também não podiam ter sobrenomes e era proibido o uso de certos caracteres em seus nomes pessoais, como 仁 ("benevolência"), 義 ("retidão"), 禮 ("ritos") ou 智 ("sabedoria"). A extensão em que eles eram vistos como pessoas impuras é bem ilustrada no fato de que seus corpos foram mantidos em cemitérios separados para não se misturar com os dos yangmin.

## Influência da religião
Donghak e o cristianismo tiveram muita influência sobre os baekjeong. Esses sistemas de crenças expuseram os baekjeong - e os coreanos em geral - a conceitos de igualitarismo e igualdade social. Paralelamente e apoiando o surgimento dessas ideias foram as transições que ocorreram na sociedade coreana como um todo, particularmente no que diz respeito às classes sociais. A influência dessas religiões passou a ser vinculada ao movimento social.

### Donghak
No final do século XIX, houve um impulso crescente em direção à dignidade humana e à liberalização. De particular importância foi o crescimento de certas religiões que apoiavam a mudança. Donghak, uma religião nacionalista coreana, desejava acabar com convenções injustas. Os camponeses Donghak haviam encenado uma revolta em 1894 em favor dos direitos humanos, especialmente para aqueles que estavam no nível mais baixo da escala social. Entre outras coisas, eles exigiram que os baekjeong não fossem mais forçados a usar chapéus discriminatórios e que as viúvas pudessem se casar novamente. Embora esta revolta não tenha sido bem sucedida, foi um importante impulso por trás da Reforma Gabo, e ajudou a abolir a estrutura de classes que impunha restrições legais a certos grupos. No entanto, os baekjeong se beneficiaram muito menos dessas mudanças do que outros grupos, como os escravos.

### Cristianismo
A outra grande influência religiosa sobre os direitos humanos veio através do cristianismo. Alguns missionários converteram baekjeong ao cristianismo, afirmando que todos têm direitos iguais perante Deus. No entanto, nem todos eram iguais nas congregações cristãs e protestos eclodiram quando os missionários tentaram integrar o baekjeong nos cultos, com os não-baekjeong achando tais tentativas insensíveis às noções tradicionais de status social.

## Movimentos sociais
A partir do final do século XIX e início do século XX, os baekjeong começaram a resistir à discriminação social aberta que existia contra eles. Em 1900, líderes de 16 condados pediram ao prefeito de Jinju que fosse permitido usar as mesmas roupas e chapéus que outras pessoas. Quando outros no norte se recusaram a usar o traje humilhante tradicionalmente esperado deles e foram presos, foi feito um esforço para libertá-los. O crescente industrialismo na Coreia começou a corroer o domínio baekjeong sobre certas ocupações, particularmente quando os japoneses começaram a controlar matadouros e explorá-los como empregados.
No entanto, como alguns baekjeong caíram em desespero financeiro, o afrouxamento da segregação levou outros a lucrar com as mudanças, dando-lhes a capacidade de financiar esforços para a mudança. Além dos recursos financeiros, a organização também foi fortalecida devido às conexões de longa data criadas por meio da segregação e redes sociais estreitas. Entre esses recursos humanos e financeiros, uma ênfase em modelos progressistas e sentimentos de privação social e discriminação, as condições estavam maduras para os baekjeong se mobilizarem para a mudança. Um dos primeiros desses movimentos foi em 1910, quando Chang Chip'il, mais tarde um membro influente do Hyeongpyeongsa, tentou sem sucesso estabelecer um sindicato para açougueiros. Em 1921, o Jipseong Johap foi estabelecido por empresários coreanos e japoneses, tentando fornecer assistência à pobreza para açougueiros. No entanto, esse esforço de melhoria das condições econômicas logo foi ofuscado por uma organização com objetivos mais amplos.
O Hyeongpyeongsa foi lançado em Jinju em 23 de abril de 1923 através da aliança de defensores da mudança, ricos ou educados baekjeong e não-baekjeong, defendendo "a abolição das classes e de denominações desdenhosas, a iluminação dos membros e a promoção da amizade mútua entre membros." Defendeu tanto os direitos civis individuais quanto a comunhão comunal, reconhecendo que o grupo deve manter sua identidade sob a pressão de mudanças como a urbanização e a industrialização que ameaçavam atomizar a comunidade. Assim, o Hyeongpyeongsa buscava tanto a igualdade de direitos humanos quanto o direito de assimilar o público em geral, mesmo enquanto trabalhava para forjar uma identidade comum. Em 1927, vários membros do Hyeongpyeongsa foram presos por seu envolvimento na criação de uma organização nacionalista clandestina. Sua ausência foi parcialmente responsável pela mudança da organização para a esquerda socialista no final da década de 1920. O poder dentro da organização mudou várias vezes, incluindo a mudança em 1925 da facção Chinju original que defendia a reforma educacional para um grupo de intelectuais de Seul mais interessados em reformas econômicas baseadas em ocupações tradicionais.
Na conferência nacional de 1931, eles provocaram polêmica dentro do movimento ao apresentar uma proposta de dissolução, sentindo que a organização havia abandonado seus objetivos originais e que agora lutavam em favor dos intelectuais burgueses que a dirigiam. Acreditavam que a dissolução serviria melhor aos seus interesses, uma vez que foi substituída por sindicatos. A proposta de dissolução falhou, mas não sem alienar ainda mais os membros mais conservadores do movimento, que já estavam financeiramente presos às condições econômicas mais amplas na Coreia. Ainda mais fatal para o movimento foi a prisão de vários jovens radicais, acusados de estabelecer uma organização comunista secreta, a "Vanguarda Jovem do Hyeongpyeongsa", que as autoridades disseram exigir a luta contra o feudalismo e a abolição da propriedade privada. O julgamento relacionado a esta acusação se arrastou por quatro anos, antes que os réus fossem considerados inocentes. Parece provável que a "organização" tenha sido uma construção das autoridades japonesas para garantir que a ala trabalhista da Hyeongpyeongsa não interferisse no acesso ao couro necessário para a invasão da China. Como resultado, o Hyeongpyeongsa mudou para a direita, abandonando os ideais progressistas e finalmente se desfazendo em 1935, alegando que os objetivos do movimento haviam sido alcançados com sucesso.
O poder crescente da ala radical dividiu o movimento, e grande parte do apoio econômico fornecido pelos baekjeong mais ricos foi puxado, particularmente sob a pressão da Grande Depressão, que impactou negativamente o comércio de carne e couro. Os jovens socialistas do Hyŏngp'yŏngsa forjaram conexões com outros movimentos, tentando ampliar o movimento e trabalhar para "a reconstituição da Coreia como um todo". Mais importante, eles se concentraram nas injustiças sociais e econômicas que afetam os baekjeong, na esperança de criar uma sociedade coreana igualitária. Seus esforços incluíam atacar a discriminação social por parte da classe alta, autoridades e "plebeus" e o uso de linguagem degradante contra crianças em escolas públicas.

## Sistema de castas de Joseon
| Classe    | Hangul | Hanja | Significado                         |
| --------- | ------ | ----- | ----------------------------------- |
| Yangban   | 양반   | 兩班  | (dois tipos de) aristocratas        |
| Jungin    | 중인   | 中人  | pessoas do meio                     |
| Sangmin   | 상민   | 常民  | plebeus                             |
| Cheonmin  | 천민   | 賤民  | plebeus vulgares                    |
| Baekjeong | 백정   | 白丁  | intocáveis (excluídos da sociedade) |
| Nobi      | 노비   | 奴婢  | escravos (ou "servos")              |